# ماري لو كينغ
ماري لو كينغ (بالإنجليزية: Mary Lou King)‏ هي مُدرسة وعالمة بيئة أمريكية، ولدت في 1929 في أوريغون في الولايات المتحدة.